# Szliács
Szliács (szlovákul: Sliač) fürdőváros Szlovákiában, a Besztercebányai kerületben, a Zólyomi járásban. Garamhalászi, Hajnik és Számpor községek egyesítésével jött létre.

## Fekvése
Zólyomtól 5 km-re északra, a Garam két partján fekszik (Hajnik a jobb, Garamhalászi a bal parton), a Lukavica-patak torkolatának a közelében.
Szliács 39,8303 km²-es területe három kataszteri területre és négy településrészre oszlik:
- Garamhalászi (Rybáre) – 8,2477 km²
  - Szliácsfürdő (Sliač-kúpele)
- Hajnik (Hájniky) – 25,6200 km²
- Számpor (Sampor) – 5,9626 km²

A községterület két, egymással össze nem függő részre oszlik, Garamhalászi-Hajnik és Számpor katasztere közé Nagyrét község területe ékelődik.
Szliácsot északról Szélnye és Nagyrét, nyugatról Vaségető és Zólyomternye, délnyugatról Zólyomtúr, délről Kovácsfalva, Zólyom és Újmogyoród, keletről szintén Zólyom (Zólyomlukó és Zolna katasztere) határolja. A számpori kataszter keletről határos Szebedénybecsóval, északról pedig Lukócával is.

## Története
A régészeti leletek tanúsága szerint már az i. e. 2. évezredben éltek a területén emberek.
Hajnik falu helyén a 6. században szláv település volt. Garamhalászit 1249-ben említik először a zólyomi váruradalom részeként. Szliácsfürdő 33 °C-os gyógyforrásait már a 13. században is ismerték.
Fényes Elek 1851-ben kiadott geográfiai szótárában így ír a faluról: „Szliács, a Garan regényes völgyében, Zólyom vármegyének egyik legkiesebb halmán, Zólyomhoz 1/2 mfldnyi távolságra, ut. p. Bucsa. Híres meleg fördőjéről és savanyuviz-forrásáról. Az egész áll három tükörfördőből s négy ivóforrásból. Leghasználtabb fördő a meleg tükör, mellyben az ember beléptekor nem meleget, hanem szokatlan hideget érez, melly hideget csak fokonkint váltja fel a kellemes meleg. A hideg tükör vízhévfoka nem egészen 20 °nyi. A bemenőben hideg folyóvizhez hasonló érzést gerjeszt, melly fokonkint kellemesb mérsékletre, s végre az egész test felületén olly erős égésre változik, hogy az ember magát tüzes széntől véli illettetni; azonban csak a bőr az, melly a növekvő melegben osztozik, belől az ember mind inkább hideget érez. A szliácsi ivó- és fördő vizek olly vasasvizek, mellyek sós részszel, mindenek előtt annyi mennyiségü szabad s megkötött szénsavval bővelkednek, hogy e tekintetben minden ismeretes ásványvizet felülmulnak. Bővebben lehet erről olvasni Dr. Wagner Dániel urnak 1834-ben Pesten német nyelven kiadott röpiratában. Haszna kitünő a máj, bél, aranyéri, komorkórsági, méhgörcsi, köszvényi, gyomorgörcsi, sáppadtsági, elgyengülési és meddőségi bajokban.”
A trianoni diktátumig mindhárom település Zólyom vármegye Zólyomi járásához tartozott.
A szliácsi katonai repülőtér (Tri Duby) 1936-ban létesült, fontos szerepet játszott a Szlovák nemzeti felkelésben. 1947 óta a polgári és a katonai repülés egyaránt használja. Hajnikot és Garamhalászit 1960-ban egyesítették Sliač néven, 1969-ben pedig városi rangra emelték. 1987-ben Szliácshoz csatolták Számpor községet.

## Népessége
| Év:            | 1994. | 2004.   | 2014.   | 2024.   |
| -------------- | ----- | ------- | ------- | ------- |
| Emberek száma: | 4982  | 4853    | 5015    | 4788    |
| Eltérés:       |       | -2,58 % | +3,33 % | -4,52 % |

| Év:            | 2023. | 2024.   |
| -------------- | ----- | ------- |
| Emberek száma: | 4761  | 4788    |
| Eltérés:       |       | +0,56 % |

2001-ben 4667 lakosából 4485 szlovák volt.
2011-ben 5117 lakosából 4592 szlovák volt.
2021-ben 4894 lakosából 4673 (+18) szlovák, 21 (+9) magyar, (+2) cigány, 3 (+5) ruszin, 97 (+14) egyéb és 100 ismeretlen nemzetiségű volt.

## Neves személyek

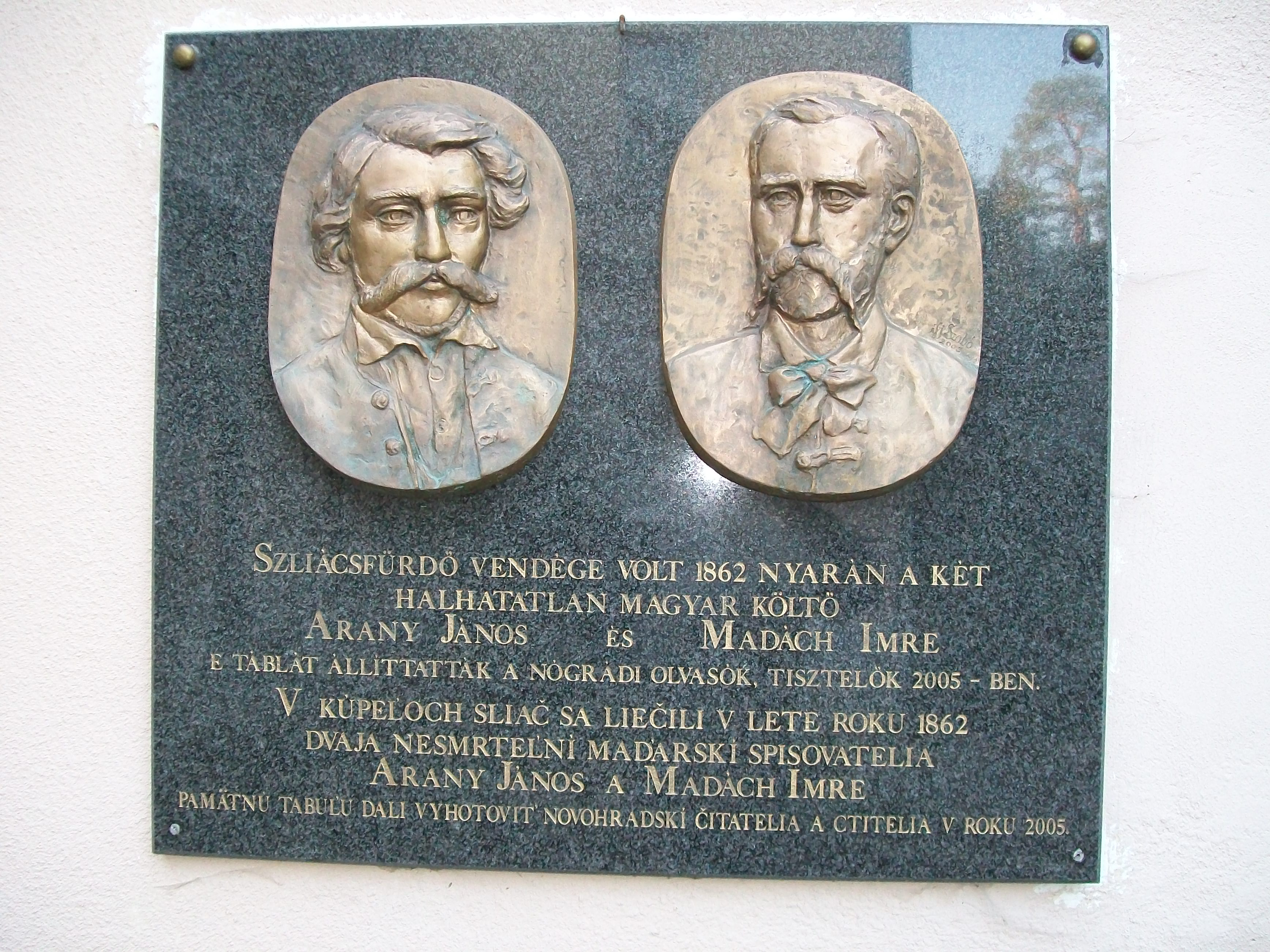
Emléktábla

- Hajnikon hunyt el Hoderman Lajos (1799–1870) plébános.
- Itt született Hasenfeld Artúr (1870–1941) magyar orvos, egyetemi tanár, belgyógyász, kardiológus, az MTA tagja.
- Hajnikon élt Kalauz Pál országgyűlési képviselő és alispán.
- Hajnikon élt Gáspár Imre (1854–1910) hírlapíró, költő, műfordító.
- Hajnikon szolgált Rezik János (?–1710) evangélikus tanár, író.
- Garamhalászin szolgált Andrej Sládkovič (1820–1872) szlovák költő, irodalomkritikus, újságíró és műfordító.
- Itt szolgált Hasenfeld Manó (1836–1905) orvos- és sebészdoktor, szülész, magánzó.
- Itt szolgált Grünwald Mór (1851-1912) szülész-nőgyógyász, balneológus, szanatórium-tulajdonos.
- Itt szolgált Viliam Soboňa (1947) szlovák politikus, orvos. Az 1993-ban önállósult Szlovákia első egészségügyi minisztere.
- Itt versenyzett Milan Vidmar (1885–1962) szlovén mérnök, a Szlovén Tudományos Akadémia tagja, sakknagymester, nemzetközi versenybíró, filozófus és író.
- Itt versenyzett Maróczy Géza (1870–1951) újságíró, sakkozó, nagymester, sakkolimpiai bajnok, a Magyar Sakkszövetség elnöke (1911), három olimpián a magyar sakkválogatott kapitánya.

## Nevezetességei

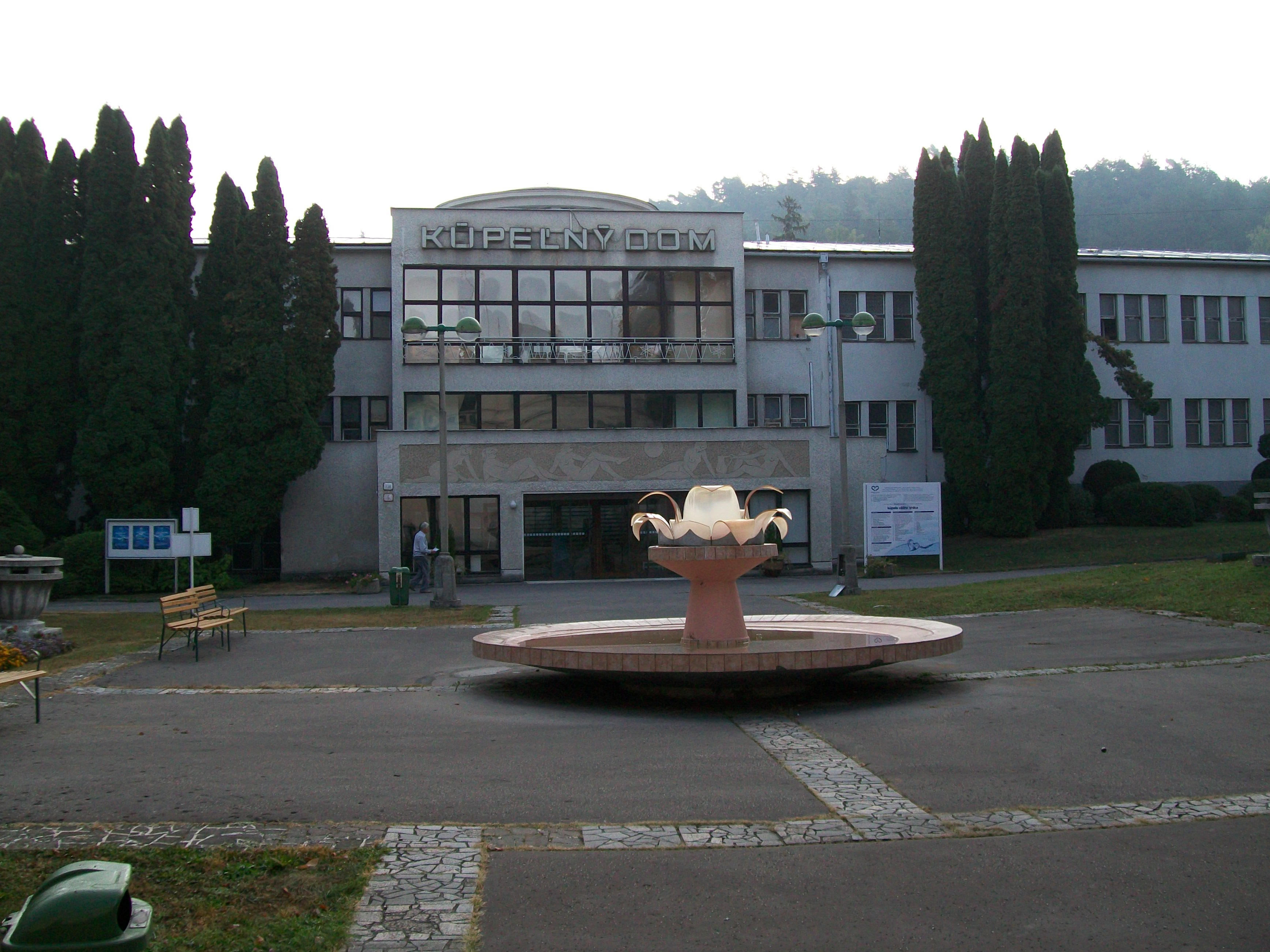
Szliácsfürdő

- A település festői környékéről és melegfürdőjéről nevezetes. Vize kén-hidrogénkarbonát, mész-magnézium, karbonát, hipotónia és magas kovasav tartalmú. A szív- és érrendszeri, civilizációs, vérkeringési és az emésztőrendszeri megbetegedésekben szenvedő betegek gyógyítására alkalmas.
- Szent Miklós temploma 13. századi gótikus stílusú.
- A gyógyforrás közelében építtette 1855-ben Habsburg Albrecht főherceg a Szent Hildegard kápolnát.
- A városban egy 16. századi eredetű kúria is található.
- evangélikus temploma 2003-ban épült.

## Külső hivatkozások
- Hivatalos oldal
- Községinfó
- E-obce Archiválva 2022. június 22-i dátummal a Wayback Machine-ben
- A szliácsi nemzetközi repülőtér honlapja Archiválva 2021. október 20-i dátummal a Wayback Machine-ben
- A szliácsi fürdő honlapja Archiválva 2011. június 14-i dátummal a Wayback Machine-ben
- A gyógyfürdő ismertetője (szlovákul)
- A szliácsi fürdő (szlovákul)
- Szliács a szlovák múzeumok honlapján
- Szliács a térképen